# جوليا كليمنتس
چوليا كليمينتس (1906 - 2010)، هي صحفية وكاتبة إنجليزية منذ عام 1947، ركزت بشكل أساسي على موضوع تنسيق الزهور. صممت طريقتها الخاصة مع المصطلحات التي لا تزال حديثة ومهمة في نشر المعرفة والتقنيات.
چوليا كليمينتس من مواليد يوم 11 بريل 1906 في كنت, ماتت في 1 نوفمبر 2010.

## من مؤلفاته
1950: المرح مع الزهور
1951: صور بالورود
1953: 101 فكرة لترتيب الزهور
1955: الخطوات الأولى بالزهور
1958: الورود
1959: دوار الزهور
1959: خزينة من الورد
1960: قطع الحفلات
1962: عرض القطع
1963: ABC لتنسيق الزهور
1966: تنسيق الزهور في منازل فخمة
1969: كتاب هدية تنسيق الزهور الخاص بجوليا كليمنت
1976: تنسيق الزهور
1977: الزهور في الثناء: مهرجانات الكنيسة والديكورات
1981: فن ترتيب الزهور
1981: تنسيق الزهور
1982: كتاب سريري لموزع الزهور
1984: كتاب اركو جوليا كليمنتس عن ترتيبات الورد
1985: تنسيق الزهور: شهر بشهر خطوة بخطوة
1993: تنسيق الزهور لجميع المناسبات
1993: حياتي مع الزهور
1995: ترتيب الزهور أصبح سهلاً